# 全国きのこ新聞
全国きのこ新聞（ぜんこくきのこしんぶん）は、株式会社プライアースによって月2回発行されるシイタケ業界の専門紙である。

## 発行所
前述した通りプライアースによって発行される。プライアースは平成26年まで農業経済新聞社であった。

## 歴史
全国きのこ新聞は創刊当初は農業経済新聞という名前で果樹・畜産・お茶・林業・食茸など農業全般をとりあつかっていた。その後、現在のようにしいたけ業界に特化し、名前を全国きのこ週報にした後全国きのこ新聞へ名前を再度変更した。

## サイズ
見開きヨコ81センチ×タテ55センチで大判の新聞サイズで、一色刷りの4ページ建てが基本である。

## 主な内容
乾しいたけ市場入札結果・生シイタケ市況、栽培技術のアドバイス、関連行事の取材編集などである。